# Dead by Sunrise
I Dead by Sunrise sono stati un progetto parallelo rock alternativo statunitense creato nel 2005 da Chester Bennington (allora cantante dei Linkin Park) insieme a Ryan Shuck e Amir Derakh dei Julien-K.

## Storia del gruppo
Il gruppo era originariamente denominato Snow White Tan (in riferimento a una parte del brano di David Bowie Ziggy Stardust) ed era inizialmente composto da Bennington, Shuck e Derakh, a cui si aggregarono più tardi gli altri membri dei Julien-K: Brandon Belski (basso), Anthony "Fu" Valcic (tastiera) e Elias Andra (batteria).
L'album di debutto venne prodotto da Howard Benson e missato da Chris Lord-Alge mentre la registrazione delle tracce fu completata già nel 2005. In origine la sua pubblicazione fu programmata per il 2006, venendo successivamente spostata agli inizi del 2007. Tuttavia, a causa degli impegni di Bennington con i Linkin Park, l'album di debutto del gruppo, intitolato Out of Ashes, fu pubblicato soltanto il 13 ottobre 2009, anticipato dal singolo Crawl Back In il 18 agosto. Nei brani Bennington esegue le parti vocali e suona anche chitarra e tastiera. I brani dell'album risultano maggiormente influenzati da gruppi come Nirvana, Deftones e Nine Inch Nails.
Agli inizi di novembre 2012, intervistati da Laber Planet, Shuck e Derakh dichiararono che il gruppo avrebbe lavorato a un nuovo disco, rivelando che sarebbe stato più crudo ed emotivo rispetto al precedente. Tuttavia, il 20 luglio 2017 Bennington è stato trovato morto suicida nella sua residenza a Palos Verdes Estates in California. In seguito a ciò, Shuck e Derakh, insieme a Mace Beyers dei Grey Daze (gruppo in cuì Bennington militò negli anni novanta), hanno tenuto un breve concerto acustico in sua memoria a Las Vegas.

## Formazione
Ultima
- Chester Bennington – voce (2005-2011)
- Ryan Shuck – chitarra ritmica, cori (2005-2011)
- Amir Derakh – chitarra solista (2005-2011)
- Anthony "Fu" Valcic – tastiera (2009-2011)

Ex-componenti
- Brandon Belsky – basso (2009-2010)
- Elias Andra – batteria (2009-2011)

## Discografia

### Album in studio
- 2009 – Out of Ashes

### Singoli
- 2009 – Crawl Back In
- 2009 – Fire
- 2009 – Let Down